# José Perdomo
José Perdomo, vollständiger Name José Battle Perdomo Texeira (* 5. Januar 1965 in Salto) ist ein ehemaliger uruguayischer Fußballspieler.

## Karriere

### Verein
Der 1,82 Meter große Mittelfeldspieler Perdomo gehörte von 1983 bis 1985, erneut 1987 bis 1989 und in den Jahren 1993 und 1994 zum Kader des Club Atlético Peñarol. Teils wird auch das Jahr 1986 mit aufgeführt. In dieser Zeit war er in den Jahren 1985, 1986, 1993 und 1994 am Gewinn von vier uruguayischen Meistertiteln beteiligt. Mit den Aurinegros siegte er auch bei der Copa Libertadores 1987, wobei er in allen Finalpartien in der Startaufstellung stand. Bei der anschließenden Weltpokal-Finalniederlage gegen den FC Porto wirkte er ebenso mit, wie auch bei den Finalspielen der Copa Conmebol 1993, als man Sieger Botafogo den Vortritt lassen musste. In der Saison 1989/90 spielte er in Italiens Serie A bei CFC Genua. Anschließend war er 1990/91 in der Division One bei Coventry City und in der spanischen Primera División bei Betis Sevilla tätig. Aus Spanien wechselte er zurück nach Südamerika, schloss sich dort 1992 dem argentinischen Verein Gimnasia y Esgrima La Plata an, bevor er seine bereits erwähnte Peñarol-Station anschloss. Beim Zweitligisten Basáñez und bei Erstligist Cerro ließ er seine Karriere anschließend in Montevideo ausklingen.

### Nationalmannschaft
Perdomo war auch Mitglied der uruguayischen A-Nationalmannschaft. Er debütierte in der Celeste am 19. Juni 1987. Sein 27. und letztes Länderspiel absolvierte er am 25. Juni 1990. Insgesamt erzielte er drei Länderspieltore. In dieser Zeit nahm Perdomo an der Weltmeisterschaft 1990 teil, bei der er in allen drei Gruppenspielen und bei der Achtelfinalniederlage gegen Italien zum Einsatz kam. 1987 wurde er mit der Nationalelf Südamerikameister bei der Copa América in Argentinien. Auch gehörte er dem uruguayischen Aufgebot bei der Copa América 1989 an, die Uruguay als Zweitplatzierter beendete.

### Erfolge
- Copa América 1987
- Copa Libertadores 1987
- 4× Uruguayischer Meister (1985, 1986, 1993 und 1994)